# 総合安全保障
総合安全保障(comprehensive security)とは国家の平和と安定を図る上で軍事的側面のみならず非軍事的側面をもとらえ、侵略の脅威のみならず国内の不安要因や自然災害などの脅威にも対処するという安全保障政策の考え方である。

## 概説
総合安全保障とは軍事的脅威のみならず、国家の安定に必要な経済・食糧・エネルギーなどの課題を総合的な戦略としてとらえるとともに、軍事的脅威及びそのための防衛コストを最小限化する努力をはらうことであるといえよう。
今日では環境問題なども課題に加えられており、より多角的な視野から安全保障が検討されている。総合安全保障の定義はけして画一されたものがなく、それぞれの研究者が個々に様々な定義づけを試みている。
例えば、衞藤瀋吉は「国家の安全保障を考える場合、目標として、たんに他国からの軍事的な侵略に備えるだけではなく、より広く、経済など他の分野の目標も安全保障との関連で高度に重要な国家目標として掲げ、さらに、それらの目標を達成するにあたって軍事的な要素を最小限に抑え、非軍事的な要素を最大限に活用する、という政策（行動）原理」と定義している。

## 日本の総合安全保障
戦後日本においては、安全保障のあり方として単に侵略への備えに対するだけでなく、経済などの分野でも国家目標を掲げ、さらに目標達成にあたっては軍事的要素を最小限化し非軍事的手段を最大限活用するといった基本姿勢の中から総合安全保障という観念が生まれ、大平正芳内閣のときに総合安全保障研究のための研究会が設けられ、検討結果が政府に上程されたことで、以降の日本の安全保障における基本的な方針として定式化された。大平内閣に続く鈴木善幸内閣において、1980年12月、内閣に国防会議とは別の組織として内閣官房長官を主宰者とする9大臣（国防会議の総理以外の4大臣に、農水相、通産相、運輸相、官房長官、科学技術庁長官を加えたもの）を構成員とする総合安全保障関係閣僚会議が設置され、2004年9月まで設置されていた（ただし1990年9月以後は開催されていない）。 
日本は憲法において平和主義をとることにより、基盤的防衛力構想に基づく必要最小限の防衛力、急迫不正な脅威への拒否力としての防衛体制を敷いている。極東の海洋国家であり、近隣に核保有国や大国が存在する上、領土や外交上の争いも存在し、また少資源国であるという政治的・地勢的諸条件の中でいかに現実的課題として安全保障を達成していくかを検討していく必要があり、日米同盟を前提とする一方で防衛力を一定のレベルで維持することは不可欠であるという前提に立ちながら、国家の成長と安定のために不可欠な要因ともども総合的にとらえ、非軍事的ツールを最大化することで、憲法の平和主義の理念と制約の中で現実的な安全保障を達成していこうとする取り組みがこの総合安全保障である。

### 日本の総合安全保障の目標
- 日本の領域における軍事的脅威から防衛すること
- 自由で開かれた国際秩序を維持すること
- エネルギー安全保障を実現すること
- 食糧安全保障を達成すること
- 大地震などの自然災害に対する対策を講ずること

### 日本の総合安全保障達成のための手段
- 米国との協力関係の維持
- 日本の防衛力を必要最小限の拒否力まで漸増すること
- ソ連との関係改善
- 主要産油国、石油産出国、ウラン産出国との関係緊密化
- 国際協力により新エネルギー技術開発や代替エネルギー利用を進めること
- 海上交通路（シーレーン）の安全確保
- 世界の食糧生産増大に努めること
- 高い食糧生産能力を維持すること
- 大地震等に対する総合的な対応策を準備すること

上記のように総合安全保障の達成には軍事・経済・エネルギー・食糧・防災といった多角的な手段が講じられる。

## 関連文献
- 有澤廣巳監修『日本経済と総合安全保障』(東京大学出版会、1981年)
- 衛藤審吉・山本吉宣著『総合安保と未来の選択』(講談社、1991年)
- 山村喜晴著『日本総合安全保障論-食糧とエネルギーと軍事』(教育社、1986年)